# Diphyus montivagans
Diphyus montivagans är en stekelart som först beskrevs av Berthoumieu 1897.  Diphyus montivagans ingår i släktet Diphyus och familjen brokparasitsteklar. Inga underarter finns listade i Catalogue of Life.